# استودیوهای بی‌بی‌سی
استودیوهای بی‌بی‌سی (انگلیسی: BBC Studios) شرکت رسانه‌ای بریتانیایی است، که در سال ۲۰۱۵ توسط بی‌بی‌سی تأسیس شد.